# Die Jahre (Annie Ernaux)
Die Jahre ist eine Autobiografie der französischen Schriftstellerin Annie Ernaux. Das 2008 in Frankreich unter dem Titel Les années und 2017 auf Deutsch erschienene Werk beschreibt die Jahre von etwa 1941, ihrem ersten Lebensjahr, bis zum Beginn des 21. Jahrhunderts. Wiederkehrende Themen sind ihre körperliche Entwicklung und sexuellen Erlebnisse, Familie, Ehe und Scheidung, Studium, Beruf und Feminismus, ein Abriss der Politik und die Faszination des Konsums in der zweiten Hälfte des 20. Jahrhunderts in Frankreich. Mit Anfang zwanzig hatte sie zum ersten Mal die Idee eines Romanprojekts, dessen späte Realisierung die vorliegende Autobiografie ist. Diese verursachte wegen ihrer experimentellen Form der Lebensbeschreibung einer Frau als einer „unpersönlichen Autobiografie“ großes Aufsehen.

## Erzählstrategien

### Distanzierende Selbstbeobachtung
Am auffälligsten ist der vollständige Verzicht auf das Personalpronomen „ich“, das gerade in einer Autobiografie die Handlungsträgerin namhaft machen würde. Am nächsten kommt Ernaux sich mit der noch identifizierenden Verwendung von „einem Mädchen“ oder „sie“, während sie die Hauptperson mehr und mehr mit dem pluralisierenden „wir“ und neutralisierenden „man“ in personale Unbestimmtheit zurückdrängt. Da mit diesem „wir“ ihre Familie oder Freunde oder Gleichgesinnte oder Frauen oder Franzosen usw. gemeint sein könnten, verdunkelt der Ich-Verzicht die Zuschreibung von Haltungen und politischen Ansichten, von Entscheidungen und Reifungsprozessen zur Hauptperson. Das narrative Basisprinzip verhüllt nicht nur das eigentliche Objekt des Interesses bis zur Unkenntlichkeit, sondern auch alle anderen vielleicht für ihre Entwicklung wichtigen Einflüsse aus ihrem Umkreis: Mehrfach erwähnt Ernaux dafür ihre lebenslange Schüchternheit, die sie auf ihre Herkunftsscham infolge ihres ärmlichen Elternhauses zurückführt; sie war sich sicher, „dass sie keine ´Persönlichkeit´ hat.“ Aber auch ihre Projektidee enthält schon früh „eine einzelne Existenz, die in der Bewegung einer ganzen Generation aufgeht“, was sie später als „unpersönliche Autobiografie“ bezeichnet.

### Biografische Mikroperspektive
Eine ergänzende Strategie ist der Verzicht auf Sinnstiftung. Ernaux hat als Kind und Jugendliche die anschaulichen, abenteuerlichen und teils heroischen Erzählungen der älteren Generation der Familie über Krieg und Nachkriegsaufschwung erlebt, die ihre Zuhörer in eine bestimmte Weltsicht hineinzogen und zur Nachahmung verführten. Dagegen ist Ernaux´ Narration fast nur chronologisch, additiv und vermeidet kausale Beziehungen oder Erklärungen für Entwicklungen. Die an einzelnen Lebensstationen aufgenommenen, aber im Text nicht abgebildeten Fotos, „Standbilder der Erinnerung“, werden zunächst im Hinblick auf das unmittelbar Sichtbare beschrieben und dann punktuell biografisch kontextualisiert; und zur Vermeidung einer bevormundenden Sinnstiftung fügt sie immer wieder demonstrativ ihre Erinnerungen ohne ordnende Interpunktion aneinander.

### Topoi des Unpolitischen
Diese biographische Mikroperspektive zeigt sich z. B. in den Topoi des Politischen. Obgleich sie sich schon früh nicht für Politik interessiert, wird sie dennoch Mitglied der französischen Sozialistischen Partei. Statt aber über Diskussionen, Kräfteverhältnisse und Entscheidungen zur Entkolonialisierung, über Nationalismus, Rassismus und westliche Arroganz zu berichten, werden fast nur knappe Fakten und Stimmungen aus der Welt eines Wir-Subjekts referiert; so wird auch hier nicht immer deutlich, welche Überzeugungen sie persönlich teilt. In dieser Distanz entstehen die Topoi der Plötzlichkeit politischer Entwicklungen, der Irrelevanz der Politik für den Alltag und der allgemeinen schnellen Ermüdung bei politischen Themen – aber diese Topoi könnten auch Figuren einer die Ansichten der Person kaschierenden Ironie sein. Dagegen sind der anschwellende Konsum der Nachkriegszeit und die Werbung ein immer wieder ausführlich beschriebenes Faszinosum: „Die Produkte tauchten auf wie im Märchen.“ „Der Konsum löste die Ideale von 1968 ab“ und wird zur Basis einer Fortschrittsgewissheit, die sich schließlich auf den eigenen Körper konzentriert.

### Biografie gegen das Vergessen
In dieser Autobiografie ohne Handlungsträgerin werden die Ereignisse als Widerfahrnisse erzählt, die zwar chronologisch in einen Lebensabschnitt passen, aber sich von der Hauptperson meist unbeeinflusst und für sie unvorhersehbar ereignen. Für diese Technik der Dokumentation des Disparaten findet Ernaux die Begriffe des „Panoramas“ und der „Inventuren“, der mehrfach verwendeten Listen von Ereignisschlagzeilen und Gegenständen. Diese Art der Darstellung ist für sie sowohl ein Experiment der Anordnung von Erinnerungen als auch ein Festhalten gegen das schon in der Widmung angesprochene, absehbare Schicksal des Vergessens und Vergessen-Werdens.
Ernaux wollte einen „totalen Roman“ schreiben, der damit enden sollte, „dass sie sich von Menschen und Dingen lossagt, bis nichts mehr übrig wäre.“ Daher beobachtet sie ihr „Double“, die „unterschiedlichen ´Ichs´“, aus der Entfernung, wie eine Passantin des eigenen Lebens in einem Strom entpersönlichter Einflüsse und Ereignisse – und schreibt damit eine faszinierende Kulturgeschichte. Es bleibt abzuwarten, ob diese radikale formale und inhaltliche Erneuerung des Sujets der Autobiografie Schule machen wird.

## Rezeption
Annie Ernaux gilt als „eine der prägendsten Stimmen der Französischen Gegenwartsliteratur“. Sie wird im universitären Umfeld positiv rezipiert und ihr Werk ist Gegenstand zahlreicher wissenschaftlicher Arbeiten. In der Literaturkritik wird ihr Werk vorwiegend positiv rezipiert, von einzelnen Stimmen hingegen als „Zurschaustellen des Elends“ oder „banale und unglaubliche Anmassung“ beurteilt.
Das Literarische Quartett von der Frankfurter Buchmesse hatte u. a. Annie Ernaux’ Werk Die Jahre zum Thema. Volker Weidermann, Christine Westermann und der Gast Johannes Willms sprachen sich für das Buch aus, Thea Dorn dagegen. Willms, der den Text vorstellte, nannte ihn eine „Soziografie“, eine Emanzipationsgeschichte als Frau und als Mädchen aus der Provinz, das in Paris eine Ausbildung als Lehrerin absolviert. Er empfahl die „spannende Lektüre“. Christine Westermann bezog den Text auf ihre eigene Kindheit und Jugend und bezeichnete ihn als Zeitreise in ihr eigenes Leben. Für Volker Weidermann ist Die Jahre bis 1989 ein „Aufbruchsbuch“, das ihn nach anfänglicher Irritation gepackt habe. Thea Dorn wandte sich in der Diskussion deutlich gegen die Verwendung des „Man“ statt des „Ich“ durch Ernaux. Das „quasi soziologische“ statt literarische Buch sei politisch, links und poststrukturell. Sie monierte, ein Mädchen aus kleinen Verhältnissen in der Provinz dürfe nach Ernaux keine Subjektivität haben. Im Südwestfunk analysierte Michael Kuhlmann die Sprache der Autorin und wies auf die Leistung der Übersetzerin hin, durch die das Buch lesenswert ist. Ein Interview von Beate Tröger mit Sonja Finck zu den Anforderungen an diese Übersetzung erschien in der Wochenzeitung Der Freitag. Die Wiener Zeitung nennt die deutsche Fassung als Übersetzung beeindruckend. Laut Magnus Klaue gelingt Ernaux in Die Jahre, was Eribon in Rückkehr nach Reims nur versprochen habe: „die glückliche Allianz von Autobiographie und Historiographie.“ Christoph Vormweg zufolge handelt es sich um eine „provozierende Aufforderung zur Selbstbesinnung.“ Er zitiert Ernaux’ Intention, „etwas von der Zeit (zu) retten, in der man nie wieder sein wird.“
Michael Kuhlmann lobt die deutsche Übersetzung:

„Die Übersetzerin Sonja Finck hat hier (sc. bei der Übersetzung von frz. "on") Ernaux‘ leicht distanziertes Erzählen genau erspürt und präzise ins Deutsche übertragen... Finck hat den Roman sensibel ins Deutsche übertragen, mitunter wohldosiert etwas freier übersetzt, manchmal behutsam etwas ergänzt, damit der deutsche Leser die kulturellen Zusammenhänge besser versteht.“

Ruth Fühner vom Hessischen Rundfunk fasst zusammen:

„Ernaux ist eine Autorin, für die das Private schon immer politisch war; und es ging ihr schon immer darum, ihr eigenes Innenleben einzuordnen in einen größeren Horizont. Das Schreiben ist eine Revolte gegen das, was ihr nicht gefällt in dieser Epoche.“

Louise Voigt, die Produzentin des Hörspiels, nennt als ihren Grund für die Produktion dieser preisgekrönten Arbeit:

„Die Lebensgeschichte der Autorin wird anhand von sehr plastisch erzählten Beispielen zusammengesetzt: Schulhofszenen, Familienzusammenkünfte, Moden, Konsumverhalten, sprachliche Marotten, politische Ereignisse und immer wieder der sich in der Zeit wandelnde Umgang mit Sexualität, ausgehend von ihrer Kindheit im provinziellen Frankreich bis in die heutige Zeit. Der Rückblick auf das eigene Leben verdichtet sich durch die Vielzahl sehr fein beobachteter Details, trotz des individuellen Ausgangsmaterials, zu einem soziologischen Blick auf die 2. Hälfte des 20. Jahrhunderts, der sich losgelöst vom französischen Kontext auch auf hiesige Verhältnisse übertragen lässt. Ernaux erzählt ihr Erwachsenwerden auch als Geschichte einer Emanzipation. Innerhalb der Zwänge der jeweiligen historischen Umstände zeigt sie die Herausforderung, das eigene Leben zu gestalten.“

Conrad Kunze rezensiert in der Freitag eine literaturwissenschaftliche Untersuchung von Nora Weinelt über das 2025 erschienene Buch Versagen, in welchem sie die spezifische biografische Perspektive Ernaux´analysiert. Wenn Helden in Romanen scheiterten, dann seien es vorwiegend Männer, aber in Frankreich schreibe auch die Literaturnobelpreisträgerin von 2022, Annie Ernaux, sich entblößend über ihr Versagen. Die Scham über die vermeintliche Schuld an der gescheiterten Biografie abzuschütteln, sei das erklärte Ziel von Annie Ernaux. Geradezu lustvoll breite sie ihr Scheitern aus: „Alles versandet in Mittelmäßigkeit. Ein Topos, den sie Flauberts Antihelden Frédéric in derL’Éducation sentimentale entlehnt, nur eben als Frau.“

## Ausgaben
- Annie Ernaux: Les années. Gallimard, Paris 2008, ISBN 978-2-07-077922-2 (französisch).
- Annie Ernaux: Die Jahre. In: Bibliothek Suhrkamp. 1. Auflage. Band 1502. Suhrkamp Verlag, Berlin 2017, ISBN 978-3-518-22502-8 (aus dem Französischen von Sonja Finck). Auch als suhrkamp taschenbuch 4968. Suhrkamp Verlag, Berlin 2019, ISBN 978-3-518-46968-2

## Wissenschaftliche Darstellungen
- Sabrina Fattelay: Annie Ernaux et le rejet de l'écriture romanesque. Épuration de l'écriture et mise en place d'une nouvelle esthétique de l'écriture à la première personne. Étude des "Armoires vides", "Ce qu'ils disent ou rien", "La femme gelée", "La place" et "Les années" d'Annie Ernaux. Universität der Franche-Comté, Abt. Sprachwissenschaft, Human- und Gesellschaftswissenschaften, Masterarbeit, Besançon 2015 (frz., nicht gedruckt; Bibliographie)
- Fabrice Flori: "Ceci n'est pas une autobiographie." Identité et autobiographie en question dans "Les Années" d'Annie Ernaux. Masterarbeit, Université Paul-Valéry, Montpellier 3, 2016 (französisch)

## Hörspiel
- Die Jahre. Hörspielbearbeitung und Regie: Luise Voigt. Stimmen Birte Schnöink, Constanze Becker, Corinna Harfouch, Nicole Heesters. Komposition: Björn SC Deigner. Hessischer Rundfunk 2018; erneute Ausstrahlung: Schweizer Radio und Fernsehen, Radio SRF 2 Kultur, 16. Juni 2019 und nachfolgend alle übrigen deutschsprachigen Sender, z. B. WDR, 27. November 2019 WDR, Länge 78'47"[37]
  - Hörspiel-CD: Der Audio-Verlag, 2019, 72 min ISBN 978-3-7424-1032-0 Rezensionsnotizen zu Die Jahre. Hörspiel bei Perlentaucher
  - Hörprobe über Börsenblatt aus Anlass der Auslobung zum "Hörspiel des Jahres 2019": Link unten
- Nicole Heesters erhielt 2019 für ihre Stimme in dieser Produktion den Preis Beste schauspielerische Leistung bei Deutscher Hörspielpreis der ARD